# Ла Виуда, Рестауранте (Ла Уерта)
Ла Виуда, Рестауранте (шп. La Viuda, Restaurante) насеље је у Мексику у савезној држави Халиско у општини Ла Уерта. Насеље се налази на надморској висини од 8 м.

## Становништво
Према подацима из 2010. године у насељу су живела 3 становника.

### Хронологија
| Година       | 2005 | 2010 |
| ------------ | ---- | ---- |
| Становништво | 5    | 3    |

### Попис
| # | Индикатор                     | Вредност |
| - | ----------------------------- | -------- |
| 1 | Укупно домаћинстава           | 1        |
| 2 | Укупно насељених домаћинстава | 1        |
| 3 | Величина локације             | 1        |